# Santo Domingo (Peñuelas)
Santo Domingo es un barrio ubicado en el municipio de Peñuelas en el estado libre asociado de Puerto Rico. En el Censo de 2010 tenía una población de 5761 habitantes y una densidad poblacional de 554,97 personas por km².

## Geografía
Santo Domingo se encuentra ubicado en las coordenadas 18°3′51″N 66°44′50″O / 18.06417, -66.74722. Según la Oficina del Censo de los Estados Unidos, Santo Domingo tiene una superficie total de 10.38 km², de la cual 10.38 km² corresponden a tierra firme y (0.02%) 0 km² es agua.

## Demografía
Según el censo de 2010, había 5761 personas residiendo en Santo Domingo. La densidad de población era de 554,97 hab./km². De los 5761 habitantes, Santo Domingo estaba compuesto por el 77.05% blancos, el 12.76% eran afroamericanos, el 0.21% eran amerindios, el 0.09% eran asiáticos, el 8.11% eran de otras razas y el 1.79% pertenecían a dos o más razas. Del total de la población el 99.15% eran hispanos o latinos de cualquier raza.